# Murichromolaenicola
Murichromolaenicola is een geslacht van schimmels behorend tot de familie Phaeosphaeriaceae. De typesoort is Murichromolaenicola chromolaenae.

## Soorten
Volgens Index Fungorum telt het geslacht twee soorten (peildatum februari 2022):
| Soortnaam                          | Auteur(s)          | Publicatiejaar |
| ---------------------------------- | ------------------ | -------------- |
| Murichromolaenicola chiangraiensis | Mapook & K.D. Hyde | 2020           |
| Murichromolaenicola chromolaenae   | Mapook & K.D. Hyde | 2020           |